# アンリ・ミヌール
アンリ・ミヌール（Henri Mineur、1899年3月7日 – 1954年5月7日）はフランスの天文学者、数学者。
リールに生まれた。高等師範学校で学んだが第一次世界大戦で兵役についたため、大戦後の1921年に卒業した。学位をとるための研究の一方、デュッセルドルフで数学を教えた。1924年に博士号を得た。
天文学への興味から1925年に数学の教師をやめパリ天文台に入所した。天文学の分野で多くの貢献をし、特に銀河系の恒星が、銀河系の中心からの距離に応じて固有運動の速度が異なることを観測し、銀河系内の球状星団の動きが恒星と反対の方向であることを観測した。また従来のセファイド変光星の変光周期と絶対等級についての関係が誤っており、宇宙の大きさを極めて小さく見積もっていたことを示した。
1936年にパリ天体物理学研究所（Institut d'Astrophysique）を設立し、所長の職を生涯務めた。
第二次世界大戦中はナチス・ドイツの占領に対する、レジスタンスに加わり、何度も生命の危機に身をさらした。戦後は1950年ごろから健康を害し、パリで没した。
月のクレーターにミヌールの名が命名された。